# Prix littéraire 1986
de l'Académie française
En 1986, l’Académie française a décerné exceptionnellement un prix littéraire aux lauréats ci-dessous lors de sa séance publique du jeudi 18 décembre, présidée et dirigée par Jean Hamburger.

## Lauréats 1986
- Camille Aboussouan pour L’architecture libanaise du XVe au XIXe siècle (médaille d’argent)
- Robert Baillaud et Jean Clavel (1934-....) pour Histoire et avenir des vins en Languedoc (médaille de bronze)
- Andrée De Bosque pour Mythologie et maniérisme aux Pays-Bas (1570-1730) (médaille d’argent)
- François Coupry pour La Récréation du monde (médaille de bronze)
- Micheline Guiton pour Politique et personnalité. Chateaubriand (médaille de bronze)
- Dominique Jamet pour Antoine et Maximilien ou la terreur sans la vertu (médaille d’argent)
- Marie-Agnès Morita-Clément pour L’image de l’Allemagne dans le roman français de 1945 à nos jours (médaille de bronze)
- Basarab Nicolescu pour Nous, la particule et le monde (médaille d’argent)
- René Prédal pour Le cinéma français contemporain (médaille de bronze)
- Anne Saraga (1968-....) pour Fugue en haine majeure (médaille de bronze)
- François Taillefer (1917-2006) pour L’Ariège et l’Andorre (médaille de bronze)